# 松浦中継局
松浦中継局（まつうらちゅうけいきょく）は、長崎県松浦市に置かれている、FMラジオ放送及び地上波能力テレビジョン放送の中継局。なお、本項では、松浦デジタル中継局に併設されていた｢NBC松浦西デジタル中継局｣ついても併せて記述する。

## 放送局住所
- 松浦市星鹿町岳崎免字岳崎2283番8号（城山、アナログUHF・デジタル）
- 松浦市調川町平尾免（平尾山、アナログVHF・FM）

## 歴史
- 1972年（昭和47年）
  - 3月16日 - NBC長崎放送 松浦アナログテレビ中継局開局
  - 6月21日 - NHK長崎放送局 松浦アナログテレビ中継局開局
    - （開局したのは、現：NHK-FM松浦中継局とその付近）
- 1974年（昭和49年）4月24日 - KTNテレビ長崎 開局
- 1985年（昭和60年）2月1日 - NHK長崎・NBC中継局が現在地に移転
- 1991年（平成3年）4月18日 - NCC長崎文化放送 松浦アナログテレビ中継局開局
- 1994年（平成6年）6月1日 - NIB長崎国際テレビがNCCの施設に同居する形で松浦アナログテレビ中継局が開局
- 2008年（平成20年）
  - 10月29日 - デジタルテレビの予備免許交付[1]
  - 11月1日 - 30日までデジタルテレビの試験放送実施[2]
  - NHK長崎で11月20日 - 民放で11月27日にデジタルテレビの本免許交付、12月1日から本放送開始。
- 2011年（平成23年）7月24日 - アナログテレビ終了。
- 2012年（平成24年）10月2日 - 同年12月18日にかけて、NHK長崎・NBC・KTNの物理チャンネルが変更[3]。
- 2018年（平成30年）8月2日 - 同年10月11日にかけて、NHK長崎の物理チャンネルが再変更[4]。

## 放送エリア
- 松浦市・平戸市・佐世保市江迎町の各一部。

## FMラジオ放送
| 放送局名                          | 周波数   | 空中線電力 | 実効輻射電力 | 放送対象地域 | 放送区域内世帯数 |
| NHK長崎FM放送                     | 84.2MHz  | 10W        | 12W          | 長崎県       | 約-世帯          |
| FMNエフエム長崎 愛称｢fm nagasaki｣ | 未開局。 | 未開局。   | 未開局。     | 未開局。     | 未開局。         |

## デジタルテレビ放送
| ID | 放送局名          | 物理チャンネル | 空中線電力 | 実効輻射電力 | 放送対象地域 | 放送区域内世帯数 |
| 1  | NHK長崎総合テレビ | 36ch           | 3W         | 14W          | 長崎県       | 8,901世帯        |
| 2  | NHK長崎教育テレビ | 49ch           | 3W         | 13.5W        | 全国         | 8,901世帯        |
| 3  | NBC長崎放送       | 37ch           | 3W         | 12W          | 長崎県       | 8,901世帯        |
| 4  | NIB長崎国際テレビ | 18ch           | 3W         | 12.5W        | 長崎県       | 8,901世帯        |
| 5  | ncc長崎文化放送   | 19ch           | 3W         | 11.5W        | 長崎県       | 8,901世帯        |
| 8  | KTNテレビ長崎     | 35ch           | 3W         | 12W          | 長崎県       | 8,901世帯        |

## アナログテレビ放送
| 放送局名          | チャンネル | オフセットの有無 | 空中線電力       | 実効輻射電力     | 放送対象地域 | 放送区域内世帯数 |
| （新）松浦中継局  |            |                  |                  |                  |              |                  |
| NIB長崎国際テレビ | 14ch       | 無し             | 映像30W/音声7.5W | 映像135W/音声34W | 長崎県       | 不明             |
| ncc長崎文化放送   | 48ch       | 無し             | 映像30W/音声7.5W | 映像135W/音声34W | 長崎県       | 不明             |
| KTNテレビ長崎     | 50ch       | -10kHz           | 映像30W/音声7.5W | 映像115W/音声29W | 長崎県       | 不明             |
| NHK長崎総合テレビ | 52ch       | 無し             | 映像30W/音声7.5W | 映像105W/音声26W | 長崎県       | 不明             |
| NHK長崎教育テレビ | 54ch       | 無し             | 映像30W/音声7.5W | 映像105W/音声26W | 全国         | 不明             |
| NBC長崎放送       | 58ch       | 無し             | 映像30W/音声7.5W | 映像130W/音声33W | 長崎県       | 不明             |
| （旧）松浦中継局  |            |                  |                  |                  |              |                  |
| NHK長崎教育テレビ | 6ch        | -10kHz           | 映像30W/音声7.5W | 廃局により不明   | 全国         | 不明             |
| NHK長崎総合テレビ | 9ch        | -10kHz           | 映像30W/音声7.5W | 廃局により不明   | 長崎県       | 不明             |
| NBC長崎放送       | 11ch       | 無し             | 映像30W/音声7.5W | 廃局により不明   | 長崎県       | 不明             |

## NBC松浦西デジタル中継局
| リモコンキーID | 放送局名    | 物理チャンネル | 空中線電力 | 実効輻射電力 | 放送対象地域 | 放送区域内世帯数 |
| 3              | NBC長崎放送 | 37ch           | 1W         | 12W          | 長崎県       | 3,057世帯        |

### 歴史（松浦西）
- 2009年（平成21年）3月5日に予備免許交付[13]
- 3月16日から4月29日まで試験放送実施
- 4月24日に本免許交付、4月30日から本放送開始。
- 2012年（平成24年）10月1日　廃局。

### 放送エリア（松浦西）
- 松浦市・平戸市の各一部。